# Kanton Bruz
Kanton Bruz (francouzsky Canton de Bruz) je francouzský kanton v departementu Ille-et-Vilaine v regionu Bretaň. Tvoří ho sedm obcí.

## Obce kantonu
- Bourgbarré
- Bruz
- Chartres-de-Bretagne
- Noyal-Châtillon-sur-Seiche
- Orgères
- Pont-Péan
- Saint-Erblon